# Playoffs NBA 1972
Los Playoffs de la NBA de 1972 fueron el torneo final de la temporada 1971-72 de la NBA. Concluyó con la victoria de Los Angeles Lakers, campeón de la Conferencia Oeste, sobre New York Knicks, campeón de la Conferencia Este, por 4-1. Wilt Chamberlain de los Lakers fue nombrado MVP de las Finales.
Los Lakers finalizaron la temporada regular con el mejor récord en la historia de la NBA, 69-13, una marca que sería superada durante la temporada 1995-96 por Chicago Bulls, que finalizaron 72-10. Liderados por Wilt Chamberlain y Jerry West, los Lakers ganaron su primer campeonato en Los Ángeles; su anterior título fue en 1954 como Minneapolis Lakers, la primera gran dinastía en la historia de la BAA/NBA.
Adicionalmente, los Lakers ganaron su primer campeonato de la NBA, después de nueve apariciones, pero lo harían irónicamente sin su superestrella Elgin Baylor, quien no pudo asistir a cada uno de los ocho encuentros. Baylor se retiró nueve partidos después de empezar la temporada debido a problemas continuos de rodilla.

## Tabla
|  | Semifinales de Conferencia | Semifinales de Conferencia | Semifinales de Conferencia |   |             | Finales de Conferencia | Finales de Conferencia | Finales de Conferencia |  |    | Finales de la NBA | Finales de la NBA | Finales de la NBA |
|  |                            |                            |                            |   |             |                        |                        |                        |  |    |                   |                   |                   |
|  | A1                         | Boston                     | 4                          |   |             |                        |                        |                        |  |    |                   |                   |                   |
|  | C2                         | Atlanta                    | 2                          |   |             |                        |                        |                        |  |    |                   |                   |                   |
|  | C2                         | Atlanta                    | 2                          |   | A1          | Boston                 | 1                      |                        |  |    |                   |                   |                   |
|  | Conferencia Este           |                            |                            |   | A1          | Boston                 | 1                      |                        |  |    |                   |                   |                   |
|  |                            | A2                         | New York                   | 4 |             |                        |                        |                        |  |    |                   |                   |                   |
|  | C1                         | A2                         | New York                   | 4 | Baltimore   | 2                      |                        |                        |  |    |                   |                   |                   |
|  | C1                         |                            |                            |   | Baltimore   | 2                      |                        |                        |  |    |                   |                   |                   |
|  | A2                         | New York                   | 4                          |   |             |                        |                        |                        |  |    |                   |                   |                   |
|  | A2                         | New York                   | 4                          |   |             |                        |                        |                        |  | A2 | New York          | 1                 |                   |
|  |                            |                            |                            |   |             |                        |                        |                        |  | A2 | New York          | 1                 |                   |
|  |                            | P1                         | Los Angeles                | 4 |             |                        |                        |                        |  |    |                   |                   |                   |
|  | M1                         | P1                         | Los Angeles                | 4 | Milwaukee   | 4                      |                        |                        |  |    |                   |                   |                   |
|  | P2                         | Golden State               | 1                          |   |             |                        |                        |                        |  |    |                   |                   |                   |
|  | P2                         | Golden State               | 1                          |   | M1          | Milwaukee              | 2                      |                        |  |    |                   |                   |                   |
|  | Conferencia Oeste          |                            |                            |   | M1          | Milwaukee              | 2                      |                        |  |    |                   |                   |                   |
|  |                            | P1                         | Los Angeles                | 4 |             |                        |                        |                        |  |    |                   |                   |                   |
|  | P1                         | P1                         | Los Angeles                | 4 | Los Angeles | 4                      |                        |                        |  |    |                   |                   |                   |
|  | P1                         |                            |                            |   | Los Angeles | 4                      |                        |                        |  |    |                   |                   |                   |
|  | M2                         | Chicago                    | 0                          |   |             |                        |                        |                        |  |    |                   |                   |                   |